# Station Stratford-Upon-Avon
Station Stratford-Upon-Avon is een spoorwegstation van National Rail in Stratford-upon-Avon in Engeland. Het station is eigendom van Network Rail en wordt beheerd door West Midland Trains. 